# Hângulești, Vrancea
Hângulești este un sat în comuna Vulturu din județul Vrancea, Muntenia, România.
 Acest articol despre o localitate din județul Vrancea este deocamdată un ciot. Puteți ajuta Wikipedia prin completarea lui.